# Красный Яр (Краснооктябрьский район)
Красный Яр — село в Краснооктябрьском районе Нижегородской области России, входит в состав Уразовского сельсовета.

## Население
| 2002 | 2010 |
| ---- | ---- |
| 147  | ↘140 |

Является одним из 34 татарских сёл юго-востока Нижегородской области.

## География
Расстояние до районного центра: Уразовка 3 км.
Расстояние до областного центра: Нижний Новгород 144 км.
Ближайшие населенные пункты
Уразовка 3 км, Кузьминка 4 км, Актуково 4 км, Трёхозёрки 4 км, Ключищи 6 км, Семеновка 6 км, Ендовищи 7 км, Пошатово 8 км, Вязовка 9 км, Овраг 9 км, Карга 10 км, Чембилей 12 км
Улицы Красного Яра
- Колхозная улица
- Набережная улица
- Полевая улица (Полевой переулок)
- Советская улица
- Улица Прудовое Хозяйство